# James Duff, IV conte di Fife
James Duff, IV conte di Fife (6 ottobre 1776 – 9 marzo 1857), è stato un nobile e ufficiale scozzese.

## Biografia
Era il figlio di Alexander Duff, III conte di Fife, e di sua moglie, Mary Skene. Studiò a Edimburgo.
Il 9 settembre 1799 sposò lady Mary Manners, figlia di John Manners e Louisa Tollemache, contessa di Dysart. Non ebbero figli.
Nel 1808, si arruolò volontario nella guerra contro Napoleone in Spagna. Ha servito con grande distinzione nella battaglia di Talavera, dove è stato gravemente ferito nel tentativo di radunare i fuggitivi spagnoli. Nel 1809 è diventato visconte Macduff, sull'adesione del padre per la contea irlandese di Fife, ma egli continuò a servire in Spagna, ed è stato presente durante la difesa di Cadice contro il maresciallo Victor, ed è stato ancora una volta gravemente ferito durante l'attacco al Fort Matagorda, nel 1810. Il 17 aprile 1811 succedette al padre come quarto conte di Fife e come Lord luogotenente di Banffshire, tornò in Gran Bretagna, dopo essere stato nominato cavaliere dell'ordine di San Ferdinando. Fu deputato per Banffshire nel 1818.
Venne creato pari del Regno Unito come Lord Fife, il 27 aprile 1827, anno in cui è stato nominato cavaliere del Cardo.
Morì il 9 marzo 1857, all'età di 80 anni.